# Juncus biglumoides
Juncus biglumoides là một loài thực vật có hoa trong họ Juncaceae. Loài này được H.Hara mô tả khoa học đầu tiên năm 1974.